# Discóbolo
O Discóbolo (do grego Δισκοβόλος, Diskobólos, lançador de disco) é uma estátua do escultor grego Míron, que representa um atleta momentos antes de lançar um disco. Provavelmente seja a estátua de desportista em ação mais famosa do mundo.
Segundo nos dizem Plínio, o Velho e Luciano de Samósata, o original fora produzido em bronze em torno de 455 a.C para ser instalado em um palácio de Atenas, possivelmente criado para comemorar um atleta vitorioso no antigo pentatlo, mas a obra acabou se perdendo ao longo do tempo. Originalmente feita em bronze e tendo se perdido, a composição no entanto sobrevive em diversas cópias romanas, todas com variações entre si, o que deixa algumas dúvidas sobre a conformação exata do original.

## Estilo
Estilisticamente o Discóbolo ilustra a transição do Estilo Severo para o Estilo Clássico. A descrição anatômica tem um caráter mais naturalista do que a idealização praticada pelos seus antecessores imediatos, e apesar de dinâmica, é mais ou menos confinada dentro do plano frontal, à maneira de um alto-relevo. A vanguarda da escultura grega logo após Míron se tornou celebrada por dar a verdadeira independência tridimensional à escultura, criando obras igualmente eficientes em todos os ângulos. Essas características, se lhe dão um caráter transicional, não lhe retiram mérito próprio como obra perfeitamente acabada sob todos os aspectos, quando analisada no contexto de seu próprio momento histórico e cultural. Sob outro ponto de vista, Míron foi um pioneiro justamente pela introdução de uma abordagem anatômica e cinesiológica mais próxima do natural, e por ter conseguido sintetizar em arte um ideal de beleza física, de equilíbrio dinâmico e de harmonia entre mente e corpo, antecipando em muitos aspectos a produção de Fídias e Policleto. Na representação de atletas, a composição de Míron foi uma completa novidade. Nas palavras de Arnold Hauser, o Discóbolo representa o primeiro momento, desde as pinturas do Paleolítico, em que 
"... o valor do 'movimento iminente' é plenamente reconhecido; aqui inicia a história do ilusionismo europeu, e onde encerra a história dos arranjos informativos e conceituais baseados em 'aspectos fundamentais' do sujeito. Em outras palavras, foi atingido o estágio no qual nenhuma beleza formal, por mais bem composta, por melhor em efeito decorativo que seja, justifica uma quebra nas leis da experiência sensível. As conquistas do naturalismo já não são incorporadas em um sistema de tradições imutáveis e aceitas somente dentro desses limites; a representação tem que ser correta a todo custo, e se a correção na representação é incompatível com a tradição, a tradição deve ser abandonada"
A questão do ilusionismo como recurso artístico, que se tornou tão cara aos gregos clássicos, fica mais evidente quando sabemos que, de acordo com os estudos atuais, embora o Discóbolo tenha enorme qualidade como obra de arte e tenha se tornado um modelo na representação do movimento do corpo humano, não representa o movimento real que o atleta faz no ato de lançar o disco.

## Cópias

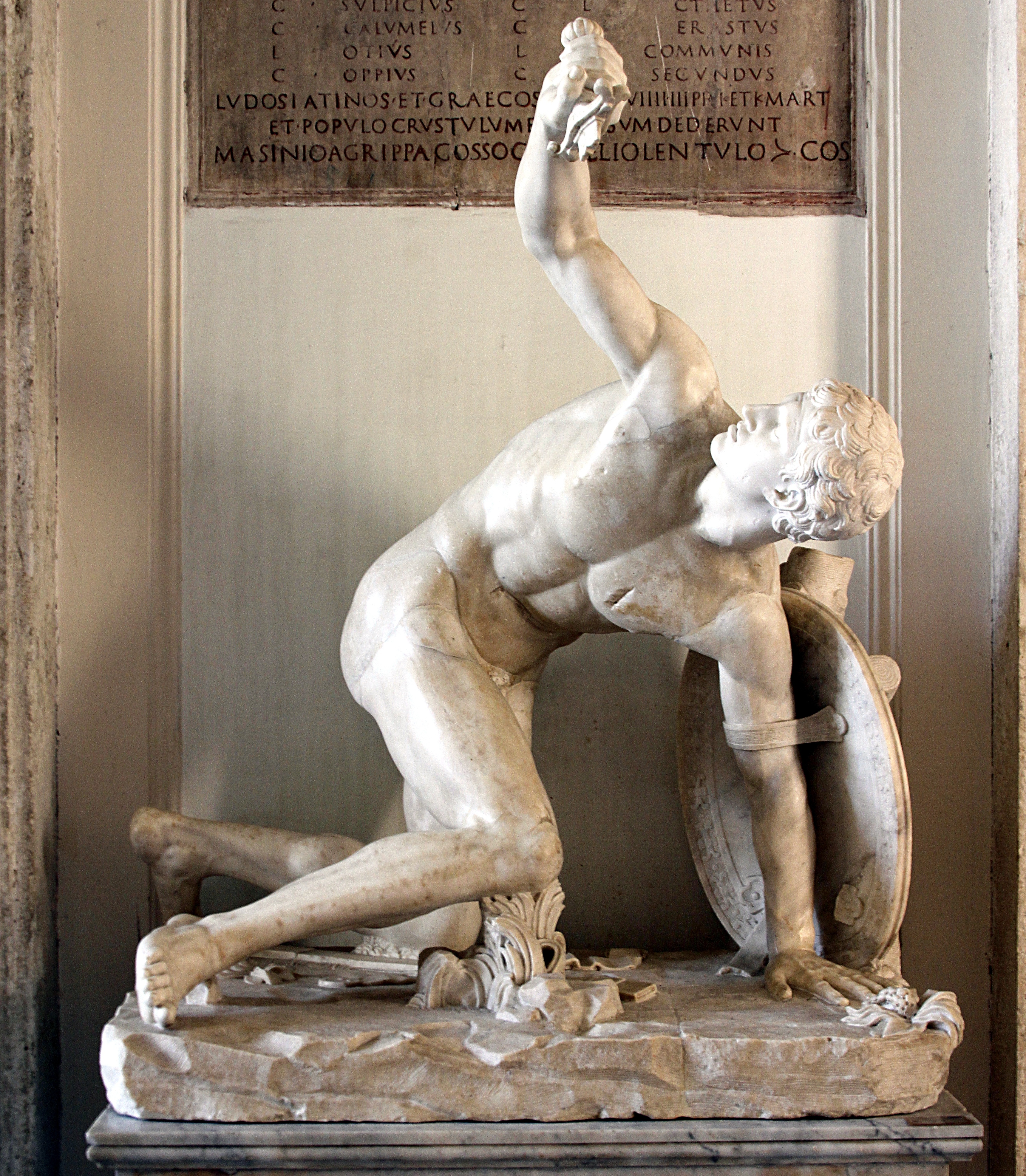
Torso de Discóbolo restaurado como um Gladiador ferido. Museus Capitolinos

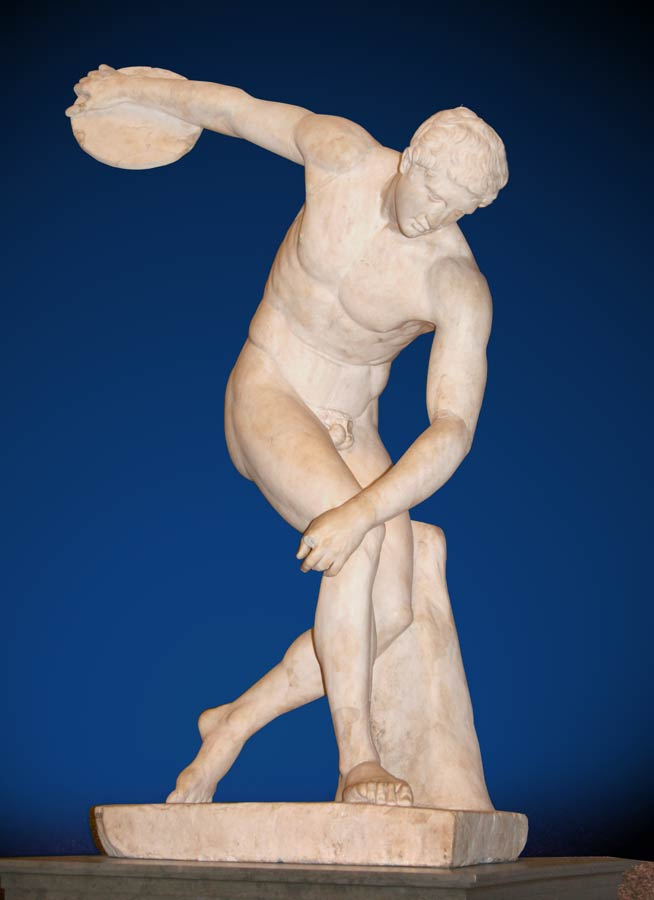
Cópia Townley em mármore do Museu Britânico

A quantidade de cópias conhecidas indica que a obra foi muito popular na Roma Antiga. Quintiliano, em sua Institutio Oratoria, traçou um paralelo entre a postura do Discóbolo e o recurso retórico da antítese. As cópias, então realizadas geralmente em mármore, por causa das especificidades do material precisavam incorporar alguma base de apoio maior para o peso da pedra na forma de troncos de árvore ou rochas, o que retira muito do impacto e elegância da composição original em bronze de Miron, que se mantinha somente com suas próprias pernas graças à maior resistência do metal. Devemos lembrar também que nenhuma das cópias conservou indicação de como a estátua original era colorida, um costume comum entre os gregos que devia acrescentar às esculturas muita vivacidade e naturalismo. Além disso, das cópias que chegaram aos nossos dias somente uma, em bronze, em tamanho menor que o original, está completa; todas as outras apresentam danos mais ou menos extensos.

## Influência cultural
O Discóbolo só foi identificado em tempos modernos quando uma cópia em estado relativamente completo foi encontrada em 1781 na Villa Palombara, em Roma, pertencente à família Massimo. Restaurada por Angelini, foi instalada no Palazzo Massimo alle Colonne, e então no Palazzo Lancellotti, tornando-se imediatamente estimadíssima pelos neoclássicos dos séculos XVIII e XIX, que a viram como a representação suprema do movimento corpóreo. Antes desta descoberta, que veio a ser nomeada como cópia Palombara ou Lancelotti, outros fragmentos de cópias do Discóbolo não haviam sido reconhecidos, e por isso alguns exemplares acabaram sendo reintegrados em ilustração de outros motivos, como um torso recomposto como um gladiador ferido, e outro recomposto duas vezes, primeiro como Endimião, e depois como um dos Nióbidas. A cópia Townley do Museu Britânico foi restaurada com uma cabeça que originalmente não pertencia à mesma estátua, daí sua posição marcadamente diferente das outras, olhando para baixo, enquanto que segundo a descrição de Luciano o original olhava para trás. Entretanto, a cópia Townley se tornou influente, e outras cópias foram feitas a partir dela. Ao longo do século XIX cópias novas do Discóbolo ingressaram na maioria das grandes coleções de escultura da Europa e América e foram usadas como modelos para os estudantes de escultura, pintura e desenho.
No fim do século XIX constantes referências à iconografia clássica circulavam também entre os esportistas. O Discóbolo e outras estátuas famosas, como o Apoxiômenos de Praxíteles, e o Gálata moribundo, da escola helenística, tinham suas posturas imitadas pelos adeptos da prática do nascente bodybuilding, fundando um repertório de exercícios que levaram à criação da primeira competição desta modalidade esportiva, realizada em Londres em 1901. Treinadores do início do século XX, como Saldo Monte, Diana Watts e Charles Atlas, propuseram a sua postura como um exercício para aperfeiçoamento das qualidades de graça e desenvolvimento muscular equilibrado. Durante o Nazismo a tradição clássica foi identificada como um modelo para o desenvolvimento da nação e do povo alemão. Fascinado pela arte grega, Adolf Hitler comprou a cópia Lancelotti em 1938 por cinco milhões de liras, enviando-a para a Gliptoteca de Munique. Em 1948 foi devolvida à Itália.
A influência do Discóbolo sobre a cultura, em especial do ocidente, ainda é grande nos dias de hoje. É uma das imagens mais publicadas na literatura sobre esportes, educação física e fisiculturismo, um dos mais conhecidos ícones da atual cultura do corpo. Fisiculturistas ainda regularmente incluem a pose do Discóbolo em suas exibições, também um ícone popular na tradição da fotografia do corpo masculino.